# Henry Zeno
Henry Zeno (* um 1880 in New Orleans; † 1917 ebenda) war ein US-amerikanischer Schlagzeuger (Snare Drum) des New Orleans Jazz.
Zeno war Schlagzeuger in der Band von Buddy Bolden ab etwa 1900, spielte mit Edward Clem und Manuel Manetta und ab 1908 in der Eagle Band von Frankie Dusen, die aus der Bolden-Band hervorging. 1913/14 spielte er in der Olympia Brass Band unter Armand J. Piron und 1916 spielte er in der Band von King Oliver in Pete Lala´s Café in Storyville. Zuletzt (1917) spielte er mit der Original Tuxedo Jazz Band. Er spielte auch in der Onward Brass Band.
Nach der Autobiographie von Louis Armstrong starb er Anfang 1917 in New Orleans und erhielt eine der größten Jazz-Beerdigungen, die bis dahin dort veranstaltet wurden, geleitet von der Onward Brass Band. Zu dieser Zeit war er nach Armstrong der bekannteste Schlagzeuger in New Orleans – er sah ihn auch darin als vorbildlich an, dass er als Musiker sehr professionell war (Nothing ever came between Henry Zeno and his drums).